# Лейнинген, Эмих Карл
Эмих Карл, князь Лейнинген (нем. Emich Carl Fürst zu Leiningen; 27 сентября 1763, Дюркхайм — 4 июля 1814, Аморбах) — немецкий дворянин, 2-й князь Лейнингенский (9 января 1807 — 4 июля 1814). Предок многих европейских монархов, в том числе короля Швеции Карла XVI Густава, короля Испании Филиппа VI и короля Греции Константина II. После его смерти его вдова, принцесса Виктория Саксен-Кобург-Заальфельдская, вторично вышла замуж за принца Эдуарда Августа, герцога Кентского, и стала матерью будущей королевы Великобритании Виктории.

## Биография

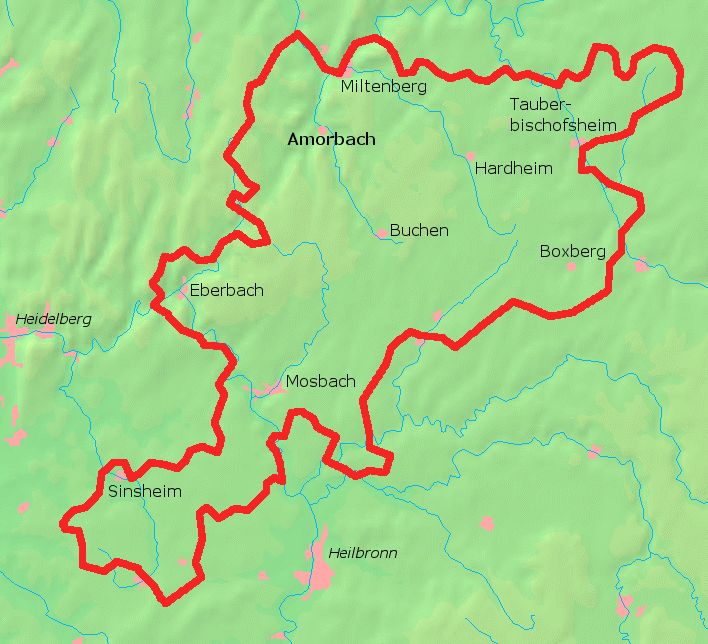
Княжество Лейнинген

Эмих Карл родился в Дюркхайме 27 сентября 1763 года. Четвертый ребёнок и единственный сын Карла Фридриха Вильгельма, графа Лейнинген-Дагсбург-Харденбурга (1724—1807), и его супруги, графини Кристианы Вильгельмины Луизы Сольмс-Редельхайм и Ассенхайм (1736—1803). 3 июля 1779 года его отец был возведен в княжеское достоинством Священной Римской империи, а Эмих Карл стал наследным принцем Лейнингена.
9 января 1807 года после смерти своего 82-летнего отца Карла Фридриха Вильгельма Эмих Карл стал вторым князем Лейнингеном.
Восстановил положение своей семьи после территориальных потерь в результате наполеоновских войн и Венского конгресса. После многих изменений создал своё княжество на базе земель епархии Майнца (Аморбах, Мильтенберг, Эбербах и Таубербишофсхайм), Вюрцбурга (Грюнсфельд, Хардхайм и Лауда) и Пфальца (Боксберг и Мосбах). Будучи протестантом, князь Эмих Карл Лейнинген управлял территорией около 1600 км2, где проживало около 90 тысяч жителей, в основном католиков. А его княжество после многих медиатизаций вошло в состав Королевства Бавария.
В качестве своей резиденции князь Эмих Карл Лейнинген избрал Аморбах. Кроме того, князь основал романтический парк и зверинец в Вальдлайнингене.

## Браки и дети

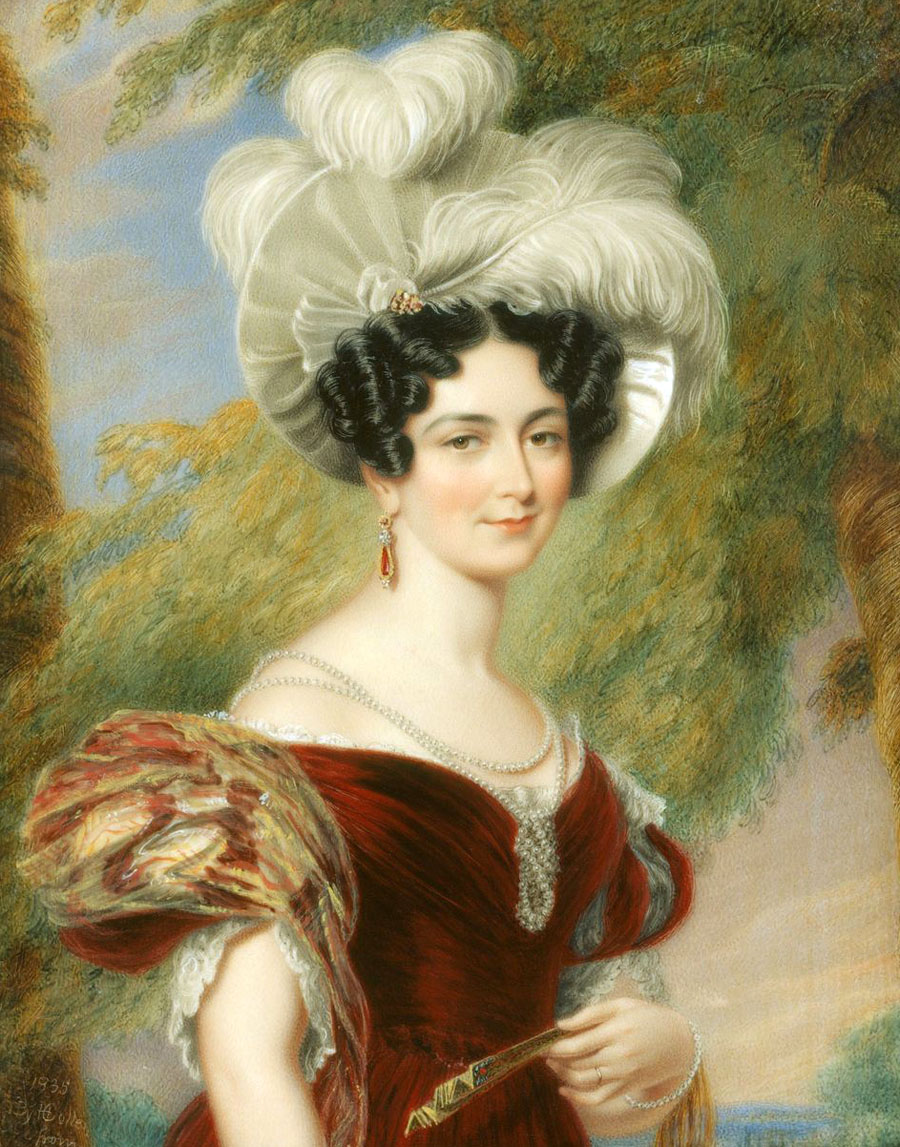
Принцесса Виктория Саксен-Кобург-Заальфельдская (1786—1861), вторая супруга князя Эмиха Карла Лейнингена

4 июля 1787 года Эмих Карл Лейнинген первым браком женился на Генриетте Рейсс-Эберсдорф (9 мая 1767 — 3 сентября 1801), младшей дочери Генриха XXIV, графа Рейсс-Эберсдорфа (1724—1779), и его жены, графини Каролины Эрнестины Эрбах-Шенберг (1727—1826). Генриетта скончалась 3 сентября 1801 года в возрасте 34 лет. Супруги имели одного сына, умершего при жизни отца:
- Наследный принц Фридрих Карл Генрих Людвиг Лейнинген (1 марта 1793 — 22 февраля 1800)

21 декабря 1803 года, спустя два года после смерти своей первой жены, Эмих Карл Лейнинген вторично женился на 23-летней принцессе Виктории Саксен-Кобург-Заальфельдской (17 августа 1786 — 16 марта 1861), четвертой дочери герцога Франца Саксен-Кобург-Заальфельдского (1750—1806) и его супруги Августы Рёйсс-Эберсдорфской (1757—1831). Его вторая супруга была племянницей его первой жены. Супруги имели в браке двух детей:
- Принц Карл Фридрих Вильгельм Эмих Лейнинген (12 сентября 1804 — 13 ноября 1856), 3-й князь Лейнинген (1817—1856), женат с 1829 года на чешской графине Марии фон Клебельсберг (1806—1880)
- Принцесса Анна Феодора Августа Шарлотта Вильгельмина Лейнинген (7 декабря 1807 — 23 сентября 1872), супруг с 1828 года Эрнст I Гогенлоэ-Лангенбургский (1794—1860).

## Смерть и преемственность
4 июля 1814 года князь Эмих Карл Лейнингенский скончался в Аморбахе в возрасте 50 лет. Ему наследовал его единственный выживший сын, Карл Фридрих Лейнинген.
Через четыре года после смерти Эмиха Карла Лейнингена, в 1818 году, его вдова Виктория Саксен-Кобург-Заальфельдская, стала женой Эдварда, герцога Кентского (1767—1820), четвертого сына короля Великобритании Георга III. Их единственная дочь Александрина Виктория (1819—1901), стала в 1837 году королевой Великобритании.